# Hejnał Kcyni
Hejnał Kcyni – hejnał miejski Kcyni zatwierdzony uchwałą Rady Miejskiej (Uchwała Nr XXVIII/294/2008) z 30 grudnia 2008. 

## Opis hejnału
Jest jednym z symboli tego miasta. Odgrywany jest mechanicznie cztery razy o godz. 12:05 z wież kościoła poklasztornego pw. WNMP. Melodyka kompozycji nawiązuje do tradycji hejnałów staropolskich. Skomponowany został w 2008 r. przez Orlina Bebenowa.

### Utwór
- 10-taktowy
- muzyka 4/4
- tempo maestoso (uroczyście)
- tonacja f-moll

### Wykonanie
- trąbka (solo)
- trzy trąbki
- kwintet dęty blaszany (orkiestra dęta)